# Ensenada Inés María
Die Ensenada Inés María ist eine Bucht im Südosten der Murray-Insel vor der Danco-Küste des Grahamlands im Norden der Antarktischen Halbinsel. Sie liegt umgeben von unzugänglichen Eiskliffs westlich der Landspitze Punta Azcurra.
Chilenische Wissenschaftler benannten sie. Die Namensgeberin ist nicht überliefert.